# Gunnison (Utah)
Gunnison é uma cidade localizada no estado norte-americano de Utah, no Condado de Sanpete.

## Demografia
Segundo o censo norte-americano de 2000, a sua população era de 2394 habitantes.
Em 2006, foi estimada uma população de 2717, um aumento de 323 (13.5%).

## Geografia
De acordo com o United States Census Bureau tem uma área de
13,7 km², dos quais 13,7 km² cobertos por terra e 0,0 km² cobertos por água. Gunnison localiza-se a aproximadamente 1554 m acima do nível do mar.

## Localidades na vizinhança
O diagrama seguinte representa as localidades num raio de 20 km ao redor de Gunnison.